# Attentats du 2 janvier 2017 à Bagdad
Pour les articles homonymes, voir attentat de Bagdad.
Les attentats de Bagdad du 2 janvier 2017 désignent une série de trois attentats-suicides islamistes qui ont lieu ce jour-là à Bagdad, capitale de l'Irak. Le plus meurtrier d'entre eux, responsable d'au moins 39 morts, a lieu sur un marché du centre-ville. Les deux autres touchent des hôpitaux.

## Contexte
L'Irak est régulièrement victime d'attaques terroristes depuis 2003 et l'invasion américaine. Depuis 2014, la principale menace est l'État islamique, organisation islamiste héritière d'Al-Qaida en Irak, qui a proclamé un califat sur des parties des territoires irakien et syrien.
Les chiites, musulmans qui professent une vision de l'islam différente de celle (majoritaire) des sunnites, sont souvent, en Irak, la cible d'attaques de la part des groupes djihadistes sunnites, l'État islamique en premier lieu. Ces derniers les considèrent comme des « hérétiques ».
Les attentats ont lieu le jour d'une visite officielle du président français François Hollande, présent dans la ville au moment des faits et accompagné de son ministre de la Défense Jean-Yves Le Drian pour rencontrer le président Fouad Massoum et le Premier ministre Haïder al-Abadi.

## Déroulement
La première explosion, très violente, a lieu sur la place Jamila, une place du quartier majoritairement chiite de Sadr City, dans l'est de Bagdad. Un terroriste attire des travailleurs journaliers vers son véhicule, en leur promettant du travail, puis déclenche l'explosion.
Une autre attaque a lieu près de l'hôpital de Jawadir et cause 11 morts. Une troisième tue sept personnes près de l'hôpital de Kendi.

## Bilan
Le premier attentat fait au moins 39 morts et 61 blessés, principalement des travailleurs journaliers qui venaient se faire embaucher. Les deux autres causent respectivement la mort de 11 et 7 personnes, portant le bilan total à 57 morts.

## Revendication
L'État islamique revendique immédiatement l'attaque, par le biais de son agence Amaq.